# Цзи (чжуинь)

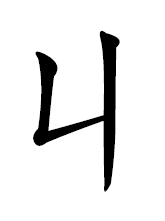

Цзи — 12-я буква китайского алфавита чжуинь. В разных системах романизации имеет разное написание. В составе слога может быть только инициалью.
Как инициаль Цзи образует 14 слогов. В словарях на основе пиньиня инициали расположены в следующем порядке:
| ㄐㄧ — цзи    | ㄐㄧㄚ — цзя   | ㄐㄧㄢ — цзянь | ㄐㄧㄤ — цзян   |
| ㄐㄧㄠ — цзяо | ㄐㄧㄝ — цзе   | ㄐㄧㄣ — цзинь | ㄐㄧㄥ — цзин   |
| ㄐㄩㄥ — цзюн | ㄐㄧㄡ — цзю   | ㄐㄩ — цзюй    | ㄐㄩㄢ — цзюань |
| ㄐㄩㄝ — цзюэ | ㄐㄩㄣ — цзюнь |                |                 |